# Фрёйдфельдт, Петер
Петер Фрёйдфельдт (швед. Peter Fröjdfeldt; род. 14 ноября 1963, Эскильстуна) — шведский футбольный арбитр категории ФИФА.

## Карьера

### Основная деятельность
Карьеру арбитра начал в 1992 году, будучи ещё игроком в бенди. Обслуживал первоначально матчи низших лиг Швеции, в 1997 году был приглашён в Аллсвенскан (Высший дивизион чемпионата Швеции), где отсудил 215 матчей. В 2001 году получил категорию арбитра ФИФА, однако не был настолько известен, как его соотечественник Андерс Фриск, судивший финал чемпионата Европы 2000 года. Только после ухода Фриска из большого спорта в 2005 году Фрёйдфельдту стали доверять судейство во многих важнейших матчах. Именно в 2005 году он был признан лучшим арбитром Швеции.

### Скандальное завершение карьеры
В 2008 году Фрёйдфельдт отработал на нескольких важных матчах. Одним из первых для Петера стал финал Кубка УЕФА 2008, в котором «Зенит» из Санкт-Петербурга одержал победу над «Рейнджерс» со счётом 2:0. Претензий к Фрёйдфельдту не было предъявлено по судейству в финале. Также шведский судья получил право судить три матча чемпионата Европы: матч Нидерланды-Италия в группе C, матч Чехия — Турция группы A и матч Германия — Португалия 1/4 финала, и во всех трёх матчах его решения вызывали недовольство.
В матче Нидерланды — Италия (3:0) Фрёйдфельдт засчитал гол Руда ван Нистелроя, забитый из положения «вне игры» — после навеса Уэсли Снейдера вратарь Джанлуиджи Буффон выбил мяч из вратарской площади кулаками, но при этом защитник итальянцев Кристиан Пануччи вылетел с поля. Нерасторопностью итальянцев воспользовался ван Нистелрой, получив очередной навес и пробив точно по центру ворот. Буффон, не среагировавший на удар, после свистка стал требовать от судьи отменить гол из-за положения «вне игры», однако Фрёйдфельдт был непреклонен — Пануччи был в игре, и это подтвердил помощник судьи Штефан Виттберг. Апелляция итальянцев в УЕФА оказалась бесполезной — Фрёйдфельдт не был наказан, и гол не был отменён. Этот момент стал прецедентом, и благодаря решению Петера с тех пор игрок защищающейся команды, покинувший поле за линию ворот, при определении положения «вне игры» стал условно считаться находящимся на линии ворот.
Во второй своей игре Чехия — Турция (2:3) известным фактом стал не только сенсационный камбэк Турции при счёте 0:2 и последовавшая победа, но и удаление вратаря Демиреля Волкана в конце встречи из-за драки с Яном Коллером. У турок был исчерпан лимит замен, и в ворота встал полевой игрок, однако чехи даже не пытались нанести удары по воротам в оставшееся время. Удаление Волкана вызвало недовольство турок, однако УЕФА признало это действие судьи правомерным. Волкан был дисквалифицирован на два матча сразу, но Фрёйдфельдт при этом не поставил пенальти.
В третьей игре Германия — Португалия (3:2) Фрёйдфельдт снова засчитал гол в спорной ситуации: Михаэль Баллак, капитан немецкой сборной, в одном из игровых эпизодов толкнул Пауло Феррейру, а затем ещё и забил гол. Фрёйдфельдт принял решение засчитать гол, несмотря на фол в атаке. В итоге немцы победили 3:2, а вечером того же дня в шведских газетах вышли статьи, осуждающие поступок арбитра. Тем не менее, Петер не покинул чемпионат и отработал в финале в качестве резервного арбитра.
В конце года швед отсудил ещё одну игру, на этот раз матч Германия-Россия в рамках отбора на чемпионат мира 2010. Немцы взяли верх 2:1, а председатель судейского комитета УЕФА россиянин Алексей Спирин не предъявил никаких претензий к шведскому судье, несмотря на несколько симуляций со стороны Михаэля Баллака. По окончании сезона Фрёйдфельдт завершил карьеру арбитра.

## Личная жизнь
Любит слушать шведскую народную музыку. Любимые виды спорта — лыжи и гольф.